# Estación de Valdebernardo
Valdebernardo es una estación de la línea 9 del Metro de Madrid situada bajo el bulevar de Indalecio Prieto, en el barrio de Valdebernardo del distrito de Vicálvaro.

## Historia
La estación abrió al público el 1 de diciembre de 1998. Aunque se barajó en el proyecto el nombre de Lucio de Mingo, famoso militar y héroe de guerra, se desestimó por la presión de la familia del antiguo dueño de los terrenos, Bernardo Gómez, natural de Barcelona, dando a la estación su nombre.[cita requerida]
El conjunto escultórico "Formas en el Espacio" presentes en la estación son creaciones del artista Eladio García de Santibáñez (E. G. de Santibáñez) (www.santibanez-art.com) al concederle el primer premio del Concurso para la Ejecución de Motivos Ornamentales de Metro Madrid (1998). El proyecto escultórico realizado en piezas de palastro de hierro de 8mm, está compuesto por un conjunto simétrico horizontal de 3.000 Kg de hierro y en el vestíbulo opuesto dos esculturas verticales de 1.000 Kg cada una. "Formas en el Espacio" etapa artística más emblemática del artista, en la que las formas transmutan de manera organizada y armónica en otras diferentes, rítmica y dinámicamente.

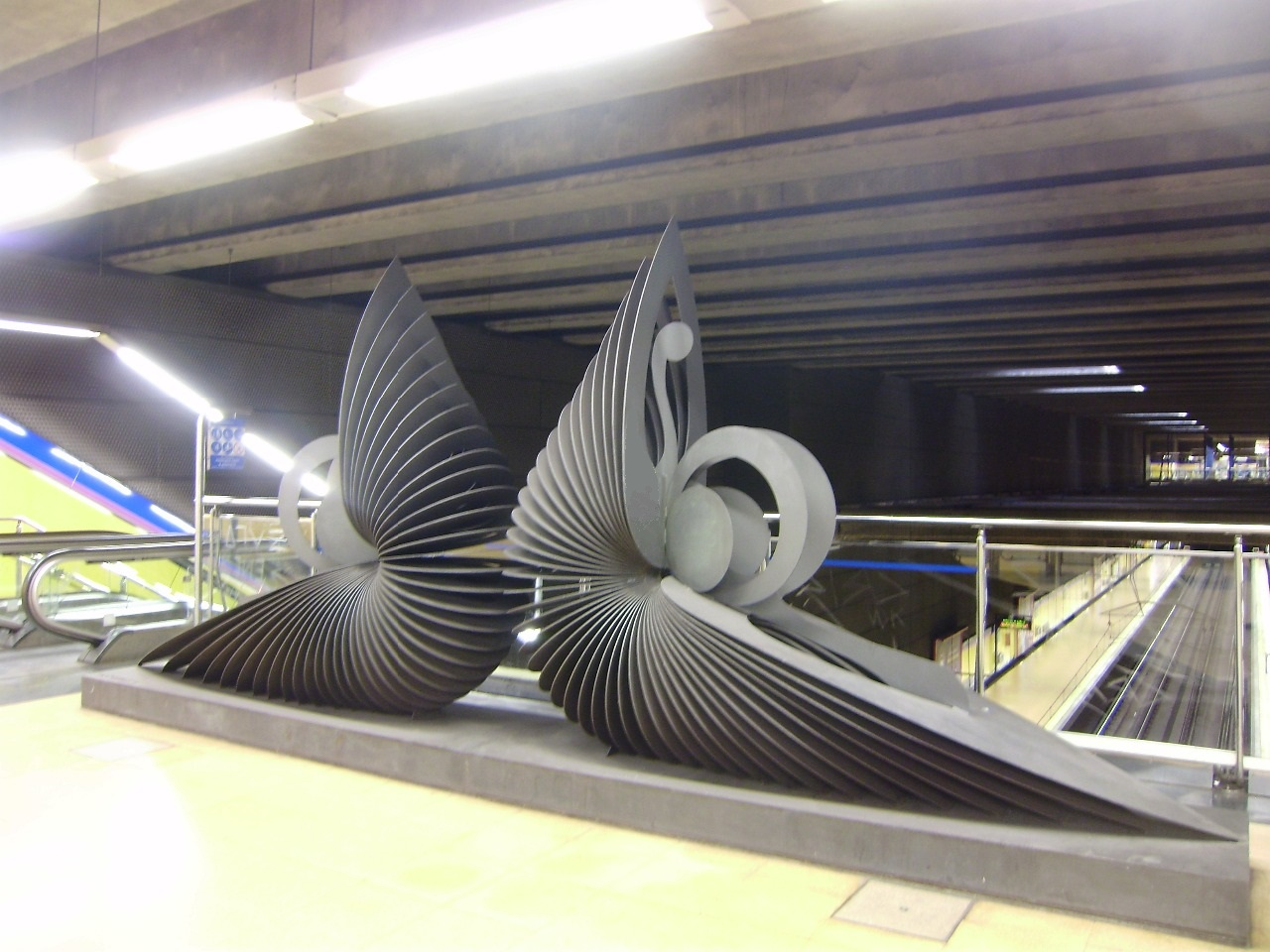
Conjunto escultórico "Formas en el Espacio" Autor Eladio García de Santibáñez. Conjunto horizontal simétrico

## Accesos
Vestíbulo Norte
- Bulevar Indalecio Prieto - Raya Blvr. Indalecio Prieto, 23 (esquina C/ Raya)
- Ascensor Blvr. Indalecio Prieto, 24 (semiesquina C/ Raya)

Vestíbulo Sur
- Bulevar Indalecio Prieto - Los Pinillas Blvr. Indalecio Prieto, 33 (semiesquina C/ Los Pinillas). Para Faunia.

## Líneas y conexiones

### Metro
| << cabecera   | < estación | línea | estación > | cabecera >>                                         |
| ------------- | ---------- | ----- | ---------- | --------------------------------------------------- |
| Paco de Lucía | Pavones    |       | Vicálvaro  | Arganda del Rey Cambio de tren en Puerta de Arganda |

### Autobuses
| Diurnos   |                         |                                                      |
| Línea     | Destino                 | Parada                                               |
| 8         | Valdebernardo           | 1826 INDALECIO PRIETO-LOS PINILLAS (Centro cultural) |
| 71        | Puerta de Arganda       | 1826 INDALECIO PRIETO-LOS PINILLAS (Centro cultural) |
| 130       | Vicálvaro               | 1826 INDALECIO PRIETO-LOS PINILLAS (Centro cultural) |
| 8         | Plaza de Legazpi        | 1827 INDALECIO PRIETO-LOS PINILLAS (Centro de salud) |
| 71        | Plaza de Manuel Becerra | 1827 INDALECIO PRIETO-LOS PINILLAS (Centro de salud) |
| 130       | Villaverde Alto         | 1827 INDALECIO PRIETO-LOS PINILLAS (Centro de salud) |
| Nocturnos |                         |                                                      |
| Línea     | Destino                 | Parada                                               |
| N8        | Plaza de Cibeles        | 1826 INDALECIO PRIETO-LOS PINILLAS (Centro cultural) |
| N8        | Pavones                 | 1827 INDALECIO PRIETO-LOS PINILLAS (Centro de salud) |